# Skagensbanan
Skagensbanan (danska: Skagensbanen) är en kommunalägd järnväg som går mellan städerna Skagen och Frederikshavn i Region Nordjylland i norra Danmark. 

## Persontrafik
Det går persontåg ungefär en gång per timme och riktning. Det förekommer också enstaka genomgående tåg Skagen–Frederikshavn–Hjørring–Hirtshals.
Fordonen är av typ Siemens Desiro, en tysktillverkad dieselmotorvagn. Restiden är cirka 35 minuter på den 40 kilometer långa banan.

## Historik
Under 1800-talet var enda sättet att landvägen ta sig till Skagen med häst och vagn längs stranden. Tungt lastade vagnar gick inte att använda, eftersom de sjönk i sanden. En smalspårig järnväg öppnades 1890. En hamn byggdes i Skagen 1907, vilket ledde till ökat fiske och ökad godstrafik. Även som turistort blev Skagen populärt. Banan byggdes om till normalspår med något ändrad dragning förbi fiskebyn Strandby och öppnades för trafik 1924. År 2004 infördes nya helsvetsade spår på banan, vilket möjliggjorde hastigheter upp till 120 km/h.

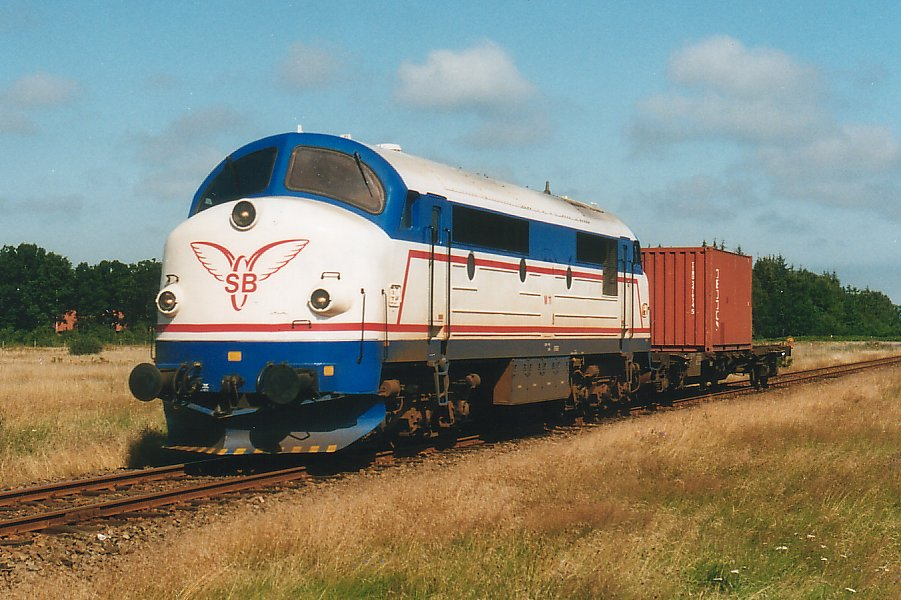
Godståg med ett Nohab TMX-lok.